# Кучук-тепе
Кучук-тепе — развалины древнего чаганианского замка доисламского времени в Термезском районе, Узбекистан.
Кучук-тепе, в продолжении своей долгой жизни несколько раз перестраивался. В опубликованном описании фиксирован первый период его строительной истории, приблизительно датируемый VI—VII веками. Замок, ориентированный углами по сторонам света, стоял на пахсовой платформе высотой около 3 метра и был построен из сырца: здесь встречен сырец обычного для этого времени, найденные в закладке прохода и, возможно, более поздний. В центре здания расположена компактная группа помещений с общим прямоугольным контуром, северо-восточная половина которой занята продолговатым приёмным залом. Центрально расположенным входом зал ориентирован на юго-восток; вдоль всех стен, кроме входной, тянутся широкие суфы, торцевая суфа напротив входа — место владетеля — традиционно шире других.
Одно из 12 помещений замка, сводчатое и узкое, составляло часть кругового обвода и вместе с угловой другой комнатой образовывало вестибюльную группу перед Г-образным кулуаром: похоже, что в замысел строителей замка входил постепенный анфиладный переход от небольших и скромных к обширным и нарядным помещениями, завершающийся приёмным залом. Эта композиционная режиссура необычна, тем более что анфиладный приём связи помещений в Средней Азии употреблялся весьма ограниченно.
По совокупности планово-пространственных признаков замок Кучук-тепе, не имеющий близких аналогий, по С. Г. Хмельницкому, должен быть отнесён к местной модификации замков 4 типа.